# Out (film, 2002)
Pour les articles homonymes, voir Out (homonymie).
Pour plus de détails, voir Fiche technique et Distribution.
Out (アウト) est une comédie policière japonaise réalisée par Hideyuki Hirayama et sorti en 2002.
Il s'agit d'une adaptation du roman éponyme de Natsuo Kirino, paru en 1997.

## Fiche technique
- Titre original : Out, アウト
- Réalisateur : Hideyuki Hirayama
- Scénario : Wui-Sin Chong, d'après le roman de Natsuo Kirino
- Photographie : Kôzô Shibasaki
- Montage : Akimasa Kawashima
- Musique : Gorô Yasukawa
- Décors : Katsumi Nakazawa
- Production : Satoshi Fukushima, Kenichi Morohashi
- Sociétés de production : Fellah Pictures, Movie Television Inc., Sundance Company
- Pays de production :  Japon
- Langue originale : japonais
- Format : couleurs
- Durée : 119 minutes
- Genre : comédie policière, film à suspense
- Dates de sortie :
  - Japon : 19 octobre 2002

## Distribution
- Mieko Harada : Masako Katori
- Mitsuko Baishō : Yoshie 'Sensei' Azuma
- Shigeru Muroi : Kuniko Junouchi
- Naomi Nishida : Yayoi Yamamoto
- Teruyuki Kagawa : Akira Jumonji
- Kanpei Hazama : Mitsuyoshi Satake